# Slowenische Inlinehockeynationalmannschaft
Die slowenische  Inlinehockeynationalmannschaft repräsentiert den Slowenischen Verband auf internationaler Ebene, wie bei der IIHF Inlinehockey-Weltmeisterschaft. Aktueller Trainer ist Rok Rojšek.
Das bisher beste Ergebnis der Slowenen bei einer Weltmeisterschaft, war das Erreichen des Halbfinales 2011. Im Spiel um Platz 3 unterlag man gegen die Mannschaft aus Finnland.

## Kader
Kader bei der IIHF Inlinehockey-Weltmeisterschaft 2013 vom 2. Juni bis 8. Juni in Dresden.
- Torhüter
  - (32) Matevz Grabnar
  - (91) Peter Škrabelj

- Verteidiger
  - (13) Nejc Berlisk
  - (47) Mateuz Erman
  - (90) Žiga Grahut
  - (92) Matic Podlipnik
  - (12) Jaka Zupanc

- Stürmer
  - (14) Denis Kadić
  - (22) Gregor Koblak
  - (83) Matic Kralj
  - (10) Anže Kuralt
  - (18) Ken Ograjenšek
  - (9) Aleš Remar

## Trainerstab
- Trainer:  Rok Rojšek
- Manager:  Bernard Urbanija
- Schatzmeister:  Andraz Berlisk